# Iliad Italia
Iliad Italia S.p.A. (pronunciato [ˈiliad], ma anche [iliˈad] come in francese) è un operatore di telecomunicazioni italiano, parte di Iliad Group, il quinto operatore tlc in Europa.

## Storia

### La nascita del brand
Iliad Italia è stata fondata nel 2016 come filiale italiana del gruppo francese Iliad. Nel corso dell'anno 2017, in vista del lancio e in ottemperanza alle disposizioni della Commissione europea, Iliad ha iniziato l'acquisizione delle frequenze cessate da Wind Tre a seguito della fusione di Wind e 3 Italia; al 31 dicembre 2017, Iliad risulta aver acquisito quasi trecento dei siti dismessi da Wind Tre, mentre i restanti sono stati trasferiti, come da accordi, nella fine del 2019.
Il 16 gennaio 2018 viene annunciato ufficialmente il nome dell'amministratore italiano di Iliad Italia, Benedetto Levi, unitamente alla presentazione del nuovo logo e del sito web istituzionale. Nell'ambito dell'implementazione delle infrastrutture necessarie alla copertura del territorio con una rete propria, il 16 febbraio 2018, viene raggiunto un accordo con il gruppo spagnolo Cellnex Telecom, il quale mette a disposizione di Iliad Italia le oltre 7 700 torri possedute in Italia.

### L'ingresso nel mercato italiano
Il 29 maggio 2018, avviene il lancio ufficiale dell'operatore, in concomitanza con la presentazione dell'offerta commerciale e l'avvio della vendita di carte SIM con nuove numerazioni o per effettuare la portabilità del numero da altri operatori.
In tale occasione, il Gruppo Iliad ha dichiarato di voler investire oltre un miliardo di euro per il lancio e lo sviluppo del nuovo operatore mobile italiano – inclusi quelli per aggiudicarsi le nuove frequenze 5G dallo Stato italiano – e altresì previsto circa un migliaio di assunzioni.
Il 18 luglio 2018 a poco meno di due mesi dal lancio, Iliad Italia comunica ufficialmente di aver raggiunto un milione di utenti tra richieste di portabilità e nuove sottoscrizioni. L'operatore raggiunge il primo milione di clienti in meno di due mesi. Il 4 settembre 2018, all'interno del resoconto sul primo semestre dell'anno 2018, il Gruppo Iliad riporta il raggiungimento di un milione e mezzo di clienti in Italia all'inizio di agosto. Il 6 settembre, la filiale italiana medesima rende noto in un comunicato stampa il conseguimento di due milioni di utenti.
Il 10 settembre 2018, giunto il termine per la presentazione delle offerte per l'assegnazione delle frequenze nella nuova tecnologia 5G; Iliad Italia si aggiudica, all'importo a base d'asta di 676 472 792 euro, un blocco di frequenze di 10 MHz, riservatole in qualità di nuovo entrante nel mercato, nella banda dei 700 MHz.
L'asta per l'assegnazione delle frequenze 5G si è conclusa il 2 ottobre 2018 e ha visto iliad investire 1 193 milioni di euro (da suddividere tra il 2018 e il 2022) per l'ottenimento delle frequenze:
| Banda         | Frequenze |
| ------------- | --------- |
| 700 MHz FDD   | 2x10 MHz  |
| 3600-3800 MHz | 20 MHz    |
| 26,5-27,5 GHz | 200 MHz   |

Al 31 dicembre 2024, Iliad Italia registra oltre 11 636 000 utenze di telefonia mobile e 349 000 utenze di telefonia fissa e internet, per un totale di 11 985 000 utenti attivi nei segmenti mobile e fisso.

### Il lancio di Iliadbox e gli sviluppi recenti
Nel gennaio 2022, Iliad fa il suo ingresso nel mercato del fisso lanciando sul mercato italiano la prima offerta in fibra pura (FTTH, “Fiber to the home”) con la Iliadbox, disegnata e progettata da Iliad. Nel 2022, per Brand Finance, società indipendente e leader mondiale nella valutazione aziendale e nella consulenza strategica, iliad Italia è il brand TLC che cresce più velocemente al mondo. 
Il 29 maggio 2023, a cinque anni dal suo ingresso nel mercato italiano, Iliad supera la soglia dei 10 milioni di utenti. Nello stesso mese, inoltre, iliad entra nel mercato B2B con il lancio di Iliadbusiness, un’offerta mobile pensata per aziende e partite IVA. Il 2023 si chiude per l’azienda con un fatturato di 1 miliardo e 61 milioni di euro e un EBITDAaL di 247 milioni.

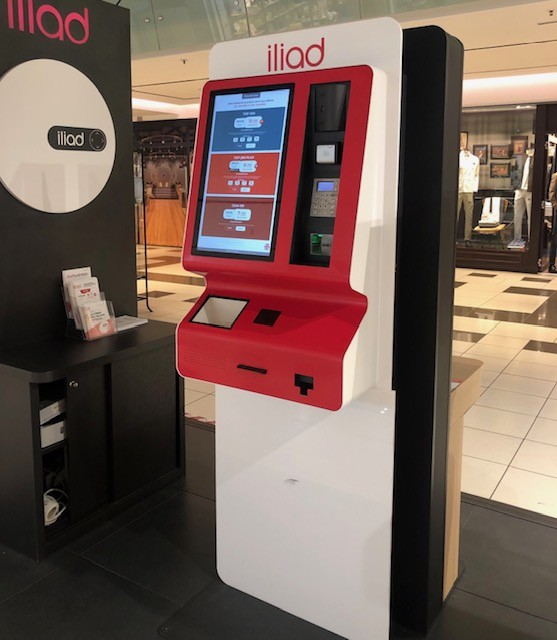
Simbox iliad

Nell’aprile 2024, Iliad annuncia il lancio della sua offerta fibra con modem Wi-Fi 7 incluso, attestandosi come il primo operatore telefonico in Italia ad offrire una connessione fibra con questa tecnologia. La tecnologia Wi-Fi 7 fornisce prestazioni e velocità di download/upload di ultima generazione.
Nel secondo semestre del 2024, l’operatore avvia una partnership strategica con PTI Italia S.p.A. - società del gruppo Phoenix Tower International (PTI) – che contribuisce ad accelerare la densificazione della sua rete 4G/5G sul territorio italiano.
Il 16 agosto 2024, annuncia di essere “Innovation & Technology Partner” della Lega Serie A, con l’obiettivo di portare la tecnologia e la trasparenza al servizio dello sport e dei tifosi nei momenti chiave delle partite. iliad supporta Lega Serie a nell’innovazione e nell’utilizzo di soluzioni tecnologiche come il Video Assistant Referee (VAR)  e Goal Line Technology (GLT) che consentono di rivedere in tempo reale le azioni dubbie e avere uno strumento efficace per le decisioni prese sul campo.
Nel 2024, Iliad ha registrato 11,985 milioni di utenti nei segmenti mobile e fisso e registrato un fatturato di 1 miliardo e 145 milioni di euro, oltre a un EBITDAaL di 308 milioni di euro, in crescita del 24,5% rispetto al 2023.

## Governance aziendale

### Amministratore delegato
Dal dicembre 2017, Benedetto Levi è Amministratore delegato di iliad in Italia. Nato nel 1988 a Torino, ha conseguito un master in Management alla Scuola Superiore di Commercio di Parigi (ESCP Europe), dopo la laurea in ingegneria logistica e della produzione al Politecnico di Torino. È membro del Consiglio Generale di Asstel ed è stato componente del Consiglio di Amministrazione di Unieuro dal 2021 al 2025.  
Dal 2010 al 2018 ha ricoperto diversi incarichi manageriali tra Torino, Londra e Parigi. Ha fondato prima una startup specializzata nella vendita di accessori per smartphone, poi diventato Country Manager Italia e Vicedirettore Generale International per Captain Train (oggi parte del gruppo Trainline, leader europeo della vendita online di biglietti ferroviari). 

### Advisory Board
Nel 2021, iliad ha istituito un Advisory Board, un organo consultivo dell’azienda composto da sei figure provenienti da diversi percorsi professionali e con visioni differenti, fortemente radicate nell’ecosistema industriale, innovativo e tecnologico del Paese. I membri del Board supportano attivamente iliad nella definizione delle sue strategie di posizionamento, comunicazione e sostenibilità. I membri dell’Advisory Board di iliad Italia sono: Francesco Profumo, ex Ministro dell’Istruzione; Maria Latella, Giornalista de Il Sole 24 Ore e Rai; Barbara Cominelli, esperta di marketing e già CEO di JLL Italia; Tommaso Valletti, Professore di Economia presso l’Imperial College di Londra; Francesca Reich, membro del CdA di Banca Mediolanum e Tinexta; Luisa Torsi, Professoressa Ordinaria di Chimica presso l’Università Aldo Moro di Bari e membro dell’Accademia Nazionale dei Lincei.

## Rete mobile
iliad dispone di una propria rete (3G, 4G e 5G), nello sviluppo della quale l'operatore ha investito circa 2 miliardi di euro dal suo arrivo in Italia.
iliad ha sottoscritto degli accordi con Cellnex, INWIT – rispettivamente a febbraio 2018 e febbraio 2019 – e Towertel (ora PTI, Phoenix Tower International) al fine di poter installare le proprie antenne sulle infrastrutture delle tre società.
iliad Italia impiega, fra gli altri, apparati CommScope e collabora con Cisco Systems e Nokia ai fini dell'implementazione della propria rete nazionale (IPv6), basata su segment routing (SRv6) e predisposta per la tecnologia 5G.
Il 3 gennaio 2023 iliad e Wind Tre hanno perfezionato il closing che conduce alla creazione di Zefiro Net, joint venture paritetica che acquisisce la proprietà e la gestione congiunta delle reti di telefonia mobile, 5G incluse, dei due operatori limitatamente alle aree meno densamente popolate del territorio italiano.

### Copertura di rete
La copertura, aggiornata dal 1 giugno 2025, secondo quanto riportato indicativamente su LTEItaly, risulta essere di:
- 18.882 stazioni radio base 4G (comprese aree Zefiro Net), delle quali
- 5.183 in tecnologia 5G

Con una copertura di tipo outdoor, calcolata sulla distribuzione della popolazione residente come da dati Istat, iliad copre il 99% della popolazione tramite tecnologia 4G. In alcune aree, come segnalato dall’operatore, potrebbero riscontrarsi problemi di ricezione del segnale, in particolare indoor. Per quanto riguarda invece la sua rete 5G, l’operatore raggiunge oltre 7.000 città italiane (dati aggiornati al 11.02.2025).

## Rete fissa
Per quanto riguarda la rete fissa, iliad commercializza esclusivamente l’offerta Fibra in tecnologia FTTH, che in base alla copertura di zona può essere attivata su rete Fastweb, FiberCop e Open Fiber; quest’ultima anche nelle aree bianche C&D, del progetto pubblico BUL - Banda Ultra Larga della società Infratel Italia e nelle aree grigie finanziate grazie ai fondi PNRR - Piano Italia 1Gbps.
Il 6 marzo 2020 iliad Italia ha ottenuto dal Ministero dello sviluppo economico l'autorizzazione generale per l'espletamento del servizio telefonico accessibile al pubblico. Il 7 luglio 2020 è stata formalizzata la sottoscrizione d'un accordo grazie al quale iliad può operare nel mercato della telefonia fissa avvalendosi della rete di accesso in fibra ottica FTTH di Open Fiber, cui s'affianca un analogo accordo siglato con Fastweb il 6 ottobre 2022.
Il 9 agosto 2021 iliad entra a far parte dei partner di FiberCop per co-investire nella realizzazione di una rete FTTH, mentre il 25 gennaio 2022 è ufficialmente lanciata l'offerta in fibra ottica FTTH, con velocità complessiva fino a 5 Gbps in download e 700 Mbps in upload per le zone coperte dalla tecnologia EPON, e fino a 2,5 Gbps in download e 500 Mbps in upload per le aree coperte dalla tecnologia GPON. Il servizio è erogato sfruttando le reti Open Fiber, FiberCop e Fastweb. L'operatore fornisce in comodato d'uso dei modem-router, denominati iliadbox, progettati dalla compagnia stessa e basati su un modello Freebox francese. La iliadbox di iliad ha standard EPON e sfrutta un’infrastruttura di tipo IPv6 nativa.
Il 17 Gennaio 2023 iliad apre la commercializzazione dell’offerta fibra nelle aree FC, mentre nel luglio 2023 nelle aree Fastweb (top 29 città italiane).
Il 14 novembre 2023 iliad apre la commercializzazione dell’offerta fibra nelle aree bianche su rete BUL - Banda Ultra Larga. Il servizio è erogato sfruttando la rete Open Fiber.
Il 9 aprile 2024 iliad apre la commercializzazione dell’offerta fibra nelle aree coperte dal Piano Italia 1Gbps. Il servizio è erogato sfruttando la rete Open Fiber.
La rete FTTH di iliad è stata premiata come la più veloce d’Italia per due anni consecutivi (2023 e 2024) da nPerf, società indipendente specializzata nella misurazione delle prestazioni delle connessioni fisse e mobili. Inoltre, nell’aprile 2024 iliad è stato il primo operatore ad offrire un’offerta fibra con modem Wi-Fi 7 incluso, tecnologia che garantisce prestazioni e velocità di download/upload di ultima generazione.

### Copertura di rete
Al 31 dicembre 2024, la fibra iliad raggiunge 16 milioni di unità abitative e iliad conta 349 mila utenti nel segmento FTTH.

## Rete di distribuzione
iliad è presente in tutto il territorio italiano con 62 flagship store tramite anche accordi con centri commerciali e oltre 9.000 punti vendita (Simbox, iliad Corner, iliad Point, iliad Express e iliad Space), secondo i dati aggiornati al 31 dicembre 2024. Nel luglio 2023, iliad ha aggiunto un altro tassello alla propria rete di distribuzione con iliad Space, il canale di distribuzione di iliad che offre agli utenti la possibilità di attivare le proprie offerte presso negozi di telefonia specializzati.
iliad ha introdotto in Italia le Simbox, concepite e realizzate dal gruppo francese Aures e già in uso dal 2014 sul mercato francese con Free Mobile, si tratta di distributori automatici e interattivi di carte SIM, i quali consentono ai clienti la registrazione, la gestione e l'acquisto in autonomia delle offerte di telefonia mobile, fissa e internet, sia per privati sia utenti business e per la rete fissa .

## Dati economico finanziari
Dal suo ingresso nel mercato italiano, iliad ha registrato una crescita costante: in meno di tre anni, nel 2020 iliad ha registrato un fatturato totale di 674 milioni di euro con un +58% rispetto all’anno precedente. Il 2021 si chiude con un fatturato di 802 milioni di euro e con un EBITDAaL positivo per il primo anno, a 80 milioni di euro. La crescita dell’operatore prosegue ancora negli anni successivi: il bilancio del 2022 conferma un risultato importante per il fatturato di iliad Italia che si attesta a 927 milioni di euro, con un EBITDAaL a 211 milioni di euro. Al 31 dicembre 2023, l’operatore ha registrato un fatturato di 1 miliardo e 61 milioni di euro, un EBITDAaL di 247 milioni di euro e, per la prima volta dal suo ingresso nel mercato italiano, un free cash flow positivo a 4 milioni di euro.
L’operatore ha chiuso il 2024 con un fatturato di 1 miliardo e 145 milioni di euro, in crescita dell’8% rispetto al 2023. L’EBITDAaL è di 308 milioni di euro, in crescita del 24,5% rispetto al 2023.
iliad ha investito complessivamente oltre 4 miliardi di euro tra sviluppo della rete e sviluppo delle frequenze. Secondo lo studio "Il contributo di iliad all’economia italiana. Analisi degli impatti socioeconomici degli investimenti e degli impatti concorrenziali nel mercato della telefonia mobile", curato nel 2022 dai professori Cesare Pozzi e Davide Quaglione del Gruppo di Ricerche Industriali e Finanziarie Fabio Goffo della Luiss Guido Carli, gli investimenti di iliad hanno avuto un impatto complessivo sulla produzione nazionale pari fino a 10,3 miliardi di euro, determinando un saldo occupazionale positivo stimato in più di 83.000 posti di lavoro (diretti, indiretti e indotti).